# Upton (Dorset)
Pour les articles homonymes, voir Upton (homonymie).
Upton est une ville dans le sud-est du Dorset, au Royaume-Uni. 